# Marie-Louise Meilleur
Marie-Louise Fébronie Meilleur (geborene Chassé; * 29. August 1880 in Kamouraska, Québec; † 16. April 1998 in East Ferris, Ontario) war eine kanadische Supercentenarian. Sie ist der sechstälteste verifizierte Mensch aller Zeiten und die älteste Person aus Kanada. Vom 4. August 1997 bis zu ihrem Tod am 16. April 1998 war sie außerdem die älteste lebende Person der Welt.

## Leben
Meilleur wurde am 29. August 1880 als Kind von Pierre Chassé (1849–1911) und Febronie Levesque (1852–1912) im kanadischen Bundesstaat Québec geboren und ist französischer Herkunft. In ihrem Geburtsort heiratete sie 1900 ihren ersten Ehemann Étienne Lelerc (1849–1911). Mit ihm bekam sie sechs Kinder, nämlich Marie-Louise (1901–1940), Marie-Julienne (1902–1903), Marie-Albertine (1904–1904), Gerard (1906–1986), Gabrielle (1908–2004) und  Maurice (1910–1973). Nach dem Tod ihrer Eltern und ihres Mannes verließ Meilleur 1913 zwei ihrer Kinder und zog nach Rapides-des-Joachims, Québec, an der Grenze zu Ontario. Nur einmal, 1939, kehrte sie in ihre Heimatregion zurück.
1915 heiratete sie ihren zweiten Ehemann Hector Meilleur (1879–1972), mit dem sie ebenfalls sechs Kinder zeugte. Diese waren Ernest (1916–2005), Pauline (1918–1980), Olive (1920–2010), Christie (1922–1987), Alfred (1924–1986) und Rita (1925–2011). Nach dem Tod ihres Mannes 1972 lebte Meilleur zuerst bei einer Tochter und später in einem Pflegeheim in East Ferris. Bis in ihre Neunziger rauchte sie regelmäßig Tabak. In ihrem letzten Lebensjahrzehnt war sie jedoch blind, fast taub und körperlich sehr schwach.
Am 20. März 1993 wurde sie die älteste lebende Kanadierin, am 25. März 1994 die älteste Person aus Kanada jemals. Nach dem Tod von Tane Ikai am 12. Juli 1995 wurde Meilleur die zweitälteste lebende Person der Welt und am 21. Februar 1997 die zweitälteste Person aller Zeiten. Die älteste lebende Person wurde sie nach dem Tod der 122-jährigen Französin Jeanne Calment am 4. August 1997.
Meilleur starb am 16. April 1998 im Alter von 117 Jahren und 230 Tagen in ihrem Pflegeheim in East Ferris an einem Thrombus. Begraben wurde sie neben ihrem zweiten Ehemann in Rapides-des-Joachims. Vier von Meilleurs zwölf Kindern überlebten sie, einer ihrer Söhne wohnte sogar im selben Pflegeheim. Bei ihrem Tod hatte sie außerdem 85 Enkel, 80 Urenkel, 57 Ururenkel und vier Urururenkel.
Sie war die sechste Person, die älter als 115 Jahre wurde, der dritte Mensch, der über 116 wurde, und die zweite Person, die 117 Jahre erreichte. Der Titel des ältesten lebenden Menschen ging nach ihrem Tod an die US-Amerikanerin Sarah Knauss, die nur einen knappen Monat nach Meilleur geboren worden war. Die Kanadierin ist der sechstälteste Mensch aller Zeiten (Stand: März 2023).